# Manuel Morlius Aulet
Manuel Francesc de Paula Alexandre Morlius i Aulet (Barcelona, 1897- Lledó, Alt Empordà, 19 de setembre de 1940), fou un metge francmaçó. Era fill de Francesc de Morlius i Balanzó (n. 1873) i de Rosa Aulet Domènech natural de Jihuaní (Cuba). Nebot de Remei Morlius i Balanzó, poetessa i publicista. Cursà estudis a la Facultat de Medicina de Barcelona i es va llicenciar el 21 de juny de 1921 amb la qualificació d'excel·lent. Fou metge titular de Sant Llorenç de la Muga. Es va casar amb Pepita Roger de Pagés, natural de Navata i tingueren dos fills Teresita i Pompeio.

## Francmaçó
El 1922 s'inicià en la maçoneria en la lògia "Redención 2" de Barcelona. El 1929 fou sobirà del capítol "Barcino" de Barcelona amb el grau 18. El 1932 consta com a "Venerable Maestro" de la lògia "Luz de Figueras" i com a tal s'adreçà a la lògia "Perseverancia" de Larache (Marroc) i els demanà ajuda per la construcció d'un nou temple maçònic i els comunicà l'acord d'haver emès 150 accions numerades i nominals. Va viatjar a Tunja (Colòmbia) on va connectar amb la família Rojas Pinilla. Mn. Joan Tusquets, adversari decidit de Morlius subratllava l'amistat que l'unia amb el radiòleg Lluís López-Rodríguez Murray "el personatge de la comunitat acatòlica de les comarques gironines que més relleu va assolir fins a la guerra civil". Arran de les eleccions municipals de 1931, entrà com a regidor a l'Ajuntament de Maçanet de Cabrenys. Arribà a assolir el grau 33.

## Calonge
Fugint de la rivalitat creada en el seu poble, Morlius va anar a exercir de metge a Calonge. Anà a viure de lloguer a Can Rusques, propietat de la família Ragolta, al carrer de López Puigcerver número 7. Hi tenia el dimoni entronitzat. Era un gran professional de la medicina, amb molt d'ull clínic. Solia receptar l'Ecatalisin, un medicament descobert pel Dr. Homs.

## Guerra civil
El juliol de 1936 van demanar a Morlius que es fes càrrec de l'ordre de la població. Quan els milicians intentaren cremar la parròquia de Sant Martí, Morlius la defensà coratjosament, arriscant la pròpia vida. Fou en va. També visitava l'advocat Josep Maria Pou i Sabater (Calonge, 1904-1978). Quan alguns calongins marxaren al Front d'Aragó, Manuel Morlius feu un abrandat discurs des del balcó de l'ajuntament de Calonge, en contra dels feixistes. Formava part de l'agrupació republicana Avant. El 25 de juny de 1937 els seus membres van acordar de tornar a ingressar a Esquerra Republicana de Catalunya, un partit que havien abandonat el 1931. Un mes després, ERC va acceptar l'ingrés d'Avant com una entitat més del partit. Quan l'Estat Major Republicà en retirada s'instal·là a Can Rusques, en Manuel Morlius ja n'havia marxat.

## Mort
A Figueres li cremaren el vehicle. Va marxar a Prats de Molló i després a Perpinyà. Morí el 1940 i fou enterrat al cementiri de Prats de Molló. En una creu plantada a terra amb unes roses metàl·liques es llegia: "A mon epoux".